# Antonio Villalvazo
Juan Antonio Villalvazo Martin del Campo (*  Jalisco, México - † 12 de enero de 1975 en Guadalajara, Jalisco, México) fue un futbolista mexicano, entrenador, socio y presidente del Club Deportivo Guadalajara. Como futbolista se desempeñó en la posición de delantero, generalmente como segundo punta o ala derecha, en las antiguas posiciones conocidas como inside forward y right inside. El único club donde jugó fue el Club Deportivo Guadalajara, participando con el primer equipo en seis temporadas de la Liga de Occidente. Su período como presidente de la institución rojiblanca fue de 1939 a 1940.

## Biografía
Se casó con Rosa Cuevas García con quien tuvo cuatro hijos, Alberto, Arturo, Antonio y José Armando Villalvazo Cuevas. Ingresó al Club Deportivo Guadalajara a temprana edad, y dentro de la institución rojiblanca era conocido por el apodo de El Cabeca.
Dentro del Guadalajara se desempeñó principalmente como jugador de fútbol y béisbol. Empezó a jugar con el primer equipo de fútbol en el año 1917 y mantuvo una constante participación hasta la temporada 1923-24, siempre ocupando la posición de delantero. También fue jugador de béisbol en equipos como el Indian en 1918, desempeñándose en el jardín izquierdo.
Al retirarse como jugador, pasó a ocupar varios puestos de entrenador no sólo en el Guadalajara, sino también en ligas regionales. Uno de sus primeros trabajos fue como parte del cuerpo técnico de la Selección Jalisco en 1927. También fue entrenador del primer equipo del Guadalajara en la temporada 1939-40.
Así mismo, ocupó varios puestos administrativos en diversas mesas directivas tanto del Club Deportivo Guadalajara como de la Federación Deportiva Occidental de Aficionados.
Murió el día 12 de enero de 1975.